# パンドラ (文芸誌)
『パンドラ』は、講談社の講談社BOX編集部が刊行していた小説誌。2008年2月創刊。キャッチコピーは「思春期の自意識を生きるシンフォニー・マガジン」（Vol.1 SIDE-A～Vol.2 SIDE-B）、「文芸と批評とコミックが「交差」（クロスオーバー）する講談社BOXマガジン」（Vol.3、Vol.4）。
2分冊の形式で刊行されたVol.1とVol.2、および、Vol.3とVol.4の全4号・計6冊が刊行されたが、2009年8月刊行のVol.4を最後に休刊。2011年2月からは『パンドラ』に代わり電子雑誌『BOX-AiR』が刊行されていたが、これも2015年に休刊した。

## 概要
『パンドラ』は、2003年に創刊された文芸誌『ファウスト』の成功を元に、講談社の編集者太田克史が立ち上げたレーベル『講談社BOX』のプラットフォーム的な雑誌として創刊された。『ファウスト』と別個に創刊されたのは、『ファウスト』はあくまで太田の個人誌であり、レーベルのプラットフォームではない、と考えられていたことによる。
そのため、編集長は部長の太田ではなく持ち回りとされており、創刊から2号（Vol.1 SIDE-A、同SIDE-B）は、太田の指名により同部編集員の北田ゆう子が務めた。続く4号（Vol.2 SIDE-A、同SIDE-B、およびVol.3とVol.4）はN崎（野崎哲也）が務めた。
誌名である『パンドラ』は、講談社BOXのBOX=箱と「パンドラの箱」をかけている。ただし、この雑誌自体は講談社BOXが刊行する本のように箱に収められているわけではない。読者層は10代から20代前半が多く、太田によれば「読者ハガキに地方に住んでいるミドルティーンのハガキが圧倒的に多かった」という。
内容は、小説と漫画、講談社BOXが行っているさまざまな企画に関する特集記事を中心に、ほかにも批評やエッセイ、新人賞の講評座談会などがある。雑誌としての出版ではあるが、実際には雑誌コードがないので雑誌でもムックでもなく、Cコード(C0093)を見る限りでは単行本扱いである。判型は一般的な文芸雑誌と同じA5判を採用している。当初は年2回の定期刊行とされていた（実際には分冊により年4回となった）が、Vol.3以降はページ数を減らし、年4回刊行と謳っていた。
雑誌全体のテーマは、太田の発案した当初のキャッチコピー「思春期の自意識を生きるシンフォニー・マガジン」から窺えるように、講談社BOXの一連の作品群と同じく「思春期の自意識」だったが、号数を経るにつれ、太田との思想的な違いが顕著になり、大幅にリニューアルしたVol.3以降は「思春期の自意識」のフレーズが消滅。Vol.3の編集後記ではコンセプト変更が示唆されていた。また、N崎が編集長の4号それぞれにはテーマが設定されていた（刊行巻で詳述）。
Vol.4巻末の予告では、Vol.5からは太田に代わって、講談社BOXの2代目部長となったC（秋元直樹）が編集長を務めることが予告されていたが、刊行直後に太田が星海社を設立して独立。完全に『ファウスト』と対立する構図となったことで、2007年に太田から矢島真理子に担当編集者が代わっていた西尾維新を除いて、それまでの講談社BOXを支えてきた主力作家陣の執筆が難しくなった。西尾と同じように担当交代していた数名を除いて、デビュー直後の新人しか残っていない作家不足は深刻で、結局、講談社BOXレーベル自体を規模縮小することになり、Vol.5は刊行されなかった。

### 小説
小説は、創刊号からの既刊全てに西尾維新が執筆しているが、当該作品の「蹴語」（イラスト：赤衣丸歩郎）は未完で単行本未収録となっている。このほか、初期には錦メガネ(1A)、北山猛邦(1B)、渡辺浩弐（1B他）らが執筆しており、執筆陣は『ファウスト』と重複していた。この時期は『ファウスト』の刊行ペースが落ちており、それを補填する意図もあってか、『ファウスト』連載だった「空想東京百景」の続編も連載(2B,3,4)されていた。これも休刊で未完となっていたが、2015年に上下巻で単行本化された。
一方、新人を重視する姿勢は創刊号から明確であり、創刊号から4号連続で、講談社BOX編集部が募集する講談社BOX新人賞“流水大賞”の受賞長編を一挙掲載した。これは初代編集長北田の「新人を出さない編集部にいい新人はこない」という持論によるものであり、受賞長編の一挙掲載というアイディアも北田の発案である。
Vol.2 SIDE-Aからは毎号、新人賞受賞者の書き下ろし短編小説を掲載しており、次第に独自の新人作家を持つ独自の雑誌へと変化していく。また、他に新人小説家・イラストレーターの活躍の場として、Vol.2 SIDE-Aから3号連続で「下剋上ボックス」コーナーが設けられ、講談社BOX新人賞の「あしたの賞」受賞作や、編集部が探した新人の作品が掲載された。これらは掲載作品への読者による投票が行われ、投票結果から、小仙波貴幸、円居挽、森川智喜が単行本デビューした。
ほかに、浦沢直樹などを担当している漫画編集者兼原作者・長崎尚志の初小説を掲載する(2B)などの試みもあった。

### 批評、コラム、エッセイ
阿部真大、松原真琴、ゆずはらとしゆきなど、『ファウスト』の路線を継承したものもあったが、他のラインナップはカラスヤサトシのように『ファウスト』では起用されないタイプや、能町みね子や宇野常寛など、太田に批判的な論調のサブカルチャー系ライターが多く起用されていた。
また、大友克洋とゲスト漫画家によるコミックエッセイ「親父衆」は本誌休刊後、集英社『ジャンプ改』へ移籍。同誌休刊後の2015年に単行本化されている。

### 漫画
太田のコンセプトに共鳴した描き手を集めていた2006年の『コミックファウスト』と異なり、『ファウスト』の連載が移行していたシオミヤイルカ、やまさきもへじの両名と、ゆずはらとしゆきが企画担当した石田敦子以外は、漫画系部署出身の北田、N崎の担当作家を中心に構成されていた。
Vol.4には、よしもとよしともの8年ぶりとなる新作「見張り塔からずっと」が掲載されている。

### 特集記事
「空の境界」特集(1A)、「ひぐらしのなく頃に」特集(3)、「うみねこのなく頃に」特集(4)、「化物語」アニメ化特集(3,4)、「428 〜封鎖された渋谷で〜」特集(4)など、小説（ノベルゲーム形式の小説含む）を中心にさまざまなメディア展開を行っている作品に関する特集が多かった。
また、東浩紀のゼロアカ道場、西島大介のひらめき☆マンガ学校、KOBO CAFE、大河ノベルなど、講談社BOXで行っていた特別企画に関する特集記事もあった。

### 新人賞
『パンドラ』には、講談社BOX新人賞の講評座談会（雑誌『メフィスト』内でのメフィスト賞座談会の流れを汲んでいる）が毎号掲載されていた。同賞の各回の最も優秀な作品を『パンドラ』に掲載するとされていたが、これは初代編集長の方針であり、Vol.3以降は掲載されていない。それ以降は、『パンドラ』に新人の書き下ろし短編を載せ、受賞作は講談社BOXから刊行する形になっていた。
“流水大賞”では、大賞のほかに優秀賞とあしたの賞があったが、優秀賞の設立は第1回座談会で、あしたの賞（編集者がつく）の設立は第2回座談会で決定した。2009年4月、賞の名前は「講談社BOX新人賞“Powers”」に変更された。
この賞ではイラストも募集しており、第3回であしたの賞を受賞したN村は、Vol.4で表紙イラストを担当している。

### 装丁
創刊からVol.2 SIDE-Bまで
表紙は特殊コーティングがされており、各巻異なる模様でキラキラ光っていた。表紙はイラストとリード、ロゴが描かれているだけのシンプルなものであり、他の雑誌とは様相が異なっている。この表紙は太田の担当であったが、太田は「雑誌が売れるのは作家の性能で売れるんじゃなくて編集部の性能で売れるものだ」という意識を持っていたことによる。また、毎号袋とじページがついていた。
ちなみに、ファンクラブ会報誌「KOBO」によれば、この袋とじは国宝社の特許がなければ実現が難しいものであったこと、この作業は手作業で行われており、紙を扱う手作業専門の人に依頼していること、機械化できないかと思ったこともあったそうだが、打診した会社には1億円あっても無理と言われた面倒くさい一品であったことが紹介されている。
Vol.3のリニューアル以降
Vol.2 SIDE-B巻末で予告された通り、Vol.3では装丁以外にも大幅なリニューアルが行われた。また、Vol.4からは表紙にその号の特集内容を表記するようになった。
- 表紙イラストレーターの変更 - これ以前の4号はともひが表紙イラストを担当していた。
- 袋とじページの廃止
- SIDE-A、SIDE-Bといった巻数表記の廃止（分冊を前提としない編集体制、年4回刊行への移行）
- 新人賞受賞長編の一挙掲載の廃止
- キャッチコピーの変更

## 刊行巻
初代編集長：北田ゆう子
- Vol.1 SIDE-A（2008年2月）823ページ ISBN 9784062145015

当初Vol.1として1冊で刊行予定だったが、製本技術の限界（1400ページ）を超えるページ数になったため分冊となり、当初2007年11月の発売予定が2008年1月に延期となった。更に編集の遅れにより翌2月に発売となった。
- Vol.1 SIDE-B（2008年4月）1064ページ ISBN 9784062145022

編集の遅れにより、3月末から4月頭へ発売が延期。
二代目編集長：N崎
- Vol.2 SIDE-A（2008年10月）968ページ ISBN 978-4-06-214910-5 - テーマ：「サヴァイヴァル」
- Vol.2 SIDE-B（2008年12月）1071ページ ISBN 978-4-06-215072-9 - テーマ：「カーニヴァル」
- Vol.3（2009年4月）793ページ ISBN 978-4-06-215370-6 - テーマ：「勇気を！」
- Vol.4（2009年8月）607ページ ISBN 978-4-06-215547-2 - テーマ：「活字たちよ！」

## 執筆陣リスト
講談社BOX新人賞 大賞・優秀賞受賞者
- 小柳粒男(1A,2A,2B)、泉和良(1B,2A,2B,4)、梓(2A)、黒乃翔(2B,3)、天原聖海(3)、鏡征爾(3,4)、至道流星（4 〈単行本の冒頭部再録〉）、杉山幌(4)、岩城裕明(4)

下剋上BOX
- 小仙波貴幸(2A,2B)、円居挽(2A,2B)、ganzi (2B)、森川智喜(2B)、上城建太(2B)、森野樹(3)

メフィスト賞受賞者
- 西尾維新(1A,1B,2A,2B,3,4)、清涼院流水(1A)、北山猛邦(1B)、佐藤友哉(2B,3,4)

ビジュアルノベルライター
- 錦メガネ(1A)、竜騎士07(2A)

その他（小説）
- 針谷卓史(1A,2A,2B)、渡辺浩弐(1B,2B)、吉田アミ(1B,2A,2B)、倉田英之(1B)、長崎尚志(2B)、ゆずはらとしゆき(2B,3,4)、田中哲弥(3)

その他（批評、コラム、エッセイ）
- 阿部真大(1A,1B,2A,2B)、松原真琴(1A,1B,2A,2B)、森見登美彦(1A)、カラスヤサトシ(1A,2B)、片山若子(1A)、ゆずはらとしゆき(1A,1B,2A,2B,3)、河田拓也(1B)、松江哲明(1B)、大友克洋＆寺田克也(1B)、大友克洋＆中川いさみ(2A)、大友克洋＆池上遼一(2B)、能町みね子(2B)、宇野常寛(3)

コミック
- 吉原基貴(1A,1B,2A)、衿沢世衣子(1B,2A,2B)、シオミヤイルカ(1B,2A,2B,4)、小林エイ(1B,2A,2B)、やまさきもへじ(1B,2A,2B)、サダタロー(1B)、一橋真(2A)、石田敦子(2B,3)、ロクニシコージ(2B)、よしもとよしとも(4)

Vol.1 SIDE-Bに掲載された短編小説「アキバ忍法帖」（倉田英之、イラスト：内藤泰弘）は、東京創元社が刊行する年刊日本SF傑作選『超弦領域』（創元SF文庫、2009年6月）に収録された。